# Proterogyrinus
Proterogyrinus é um gênero extinto de tetrápodes que viveu no Carbonífero. Ele aparece no jogo Jurassic Word The Game.